# M. R. Gurusamy Mudaliar
Le Dr M. R. Gurusamy Mudaliar (en tamoul : எம். ஆர். குருசாமி முதலியார்), né en 1880 à Nelamangala (en) (Mysore) et mort en 1958 à Kilpauk (en) (Madras), est un médecin indien actif à Madras dans la première moitié du XXe siècle.
Il est l'oncle du réalisateur tamoul R. Nataraja Mudaliar.

## Jeunesse et études
Mudaliar naît en 1880 à Nelamangala, alors dans la municipalité de Mysore (aujourd'hui un quartier de Bangalore). Son père, Ramaswamy Mudaliar, est un riche entrepreneur en bâtiment.
Après avoir terminé sa scolarité à Mysore, il étudie au Central College de Bangalore (en), où il obtient une licence. C'est dans cet établissement qu'il devient l'ami de Rajaji,.

## Hommages
- Le pont (en) qui relie Kilpauk (en) et Chettupattu (en) porte son nom, tout comme la route qui l'emprunte ;
- Une statue de Guruswamy est installée sur le campus de Madras Medical College (en)[3] ;
- Les services postaux indiens émettent une série de timbres en hommage à Guruswamy[4] ;
- Dr. Guruswamy Mudaliar TTV Hr. Sec School, située à Chennai 1, est nommée d'après lui.